# Begunski tolk
Begunski tolk (Бегунский толк, auch als Begunskij tolk transkribiert) ist im Russischen ein Oberbegriff für verschiedene altgläubige Begunen-Sektierer in Russland: der Beguny (Flüchtige), Pustynniki (Eremiten), Sopelkowzy (nach dem Ort Sopelki) und Stranniki (Wanderer) – alles priesterlose Altgläubige. Die Bewegung entstand 1772 im Gouvernement Jaroslawl, Gründer der Bewegung war der frühere Soldat Jefimi (Efimij, Ефимий) aus Pereslawl-Salesski. Sie trennten sich von den Filippianern, die sie wegen deren Kompromisse mit der weltlichen Macht des Antichristen kritisierten.
Anhänger der Bewegung gibt es in den Oblasten Jaroslawl und Saratow, im Nord-Ural, in West-Kasachstan und Belarus.